# Jean de Gribaldy
Jean de Gribaldy (Besançon, 18 luglio 1922 – Voray-sur-l'Ognon, 2 gennaio 1987) è stato un ciclista su strada e dirigente sportivo francese.
Professionista dal 1945 al 1954, colse una sola vittoria, il Tour du Doubs; fu poi direttore sportivo di importanti formazioni pro per ventitré stagioni, fino alla morte.

## Carriera
Nato ad Besançon, ex ciclista professionista dal 1945 al 1954, Jean de Gribaldy iniziò negli anni sessanta una carriera di direttore sportivo di gruppi ciclistici.
Chiamato le Vicomte (il visconte), è famoso per aver scoperto campioni come l'irlandese Sean Kelly, il portoghese Joaquim Agostinho, l'olandese Steven Rooks e il francese Éric Caritoux.

## Palmarès
- 1948

Tour du Doubs

### Altri successi
- 1946

Critérium du Ballon d'Alsace
Grand Prix de Besançon
Grand Prix Grison-Bathelier

## Piazzamenti

### Grandi Giri
- Tour de France

1947: 46º
1948: ritirato (16ª tappa)
1952: 45º

### Classiche monumento
- Milano-Sanremo

1949: 64º
1950: 9º
- Parigi-Roubaix

1945: 28º
- Liegi-Bastogne-Liegi

1952: 10º